# Oliva scripta
Oliva scripta är en snäckart som beskrevs av Jean-Baptiste Lamarck 1810. Oliva scripta ingår i släktet Oliva och familjen Olividae. Inga underarter finns listade i Catalogue of Life.